# Russell Gray
Russell David Gray, mais conhecido como Russell Gray, é um biólogo evolucionista e psicólogo neozelandês que trabalha na aplicação de métodos quantitativos ao estudo da evolução cultural e da pré-história humana. Em 2020, tornou-se codiretor do Instituto Max Planck de Antropologia Evolutiva em Leipzig. Embora originalmente treinado em biologia e psicologia, Gray se tornou conhecido por seus estudos sobre a evolução das famílias de línguas indo-europeias e austronésias usando métodos filogenéticos computacionais.
Gray também realiza pesquisas sobre cognição animal. Um de seus principais projetos de pesquisa estuda o uso de ferramentas entre os corvos da Nova Caledônia.

## Carreira
Gray concluiu seu doutorado na Universidade de Auckland em 1990. Ele passou quatro anos lecionando na Universidade de Otago, Nova Zelândia, antes de retornar à Escola de Psicologia da Universidade de Auckland. Ele é membro da Royal Society da Nova Zelândia e recebeu várias bolsas de estudo, bem como a Medalha Mason Durie inaugural (em 2012) por suas contribuições pioneiras às ciências sociais. Em 2014, ele se tornou um dos dois diretores fundadores do Instituto Max Planck de Ciência da História Humana em Jena, Alemanha, onde chefiou o Departamento de Evolução Linguística e Cultural [até que se mudou para Leipzig em 2020]. Ele também ocupa cargos adjuntos na Escola de Psicologia da Universidade de Auckland e no Departamento de Filosofia da Universidade Nacional Australiana.
A tese de doutorado de Gray foi intitulada Design, constraint and construction: essays and experiments on evolution and foraging.
Alunos notáveis de Gray incluem Simon Greenhill.